# Pericallia matherana
Pericallia matherana är en fjärilsart som beskrevs av Moore 1879. Pericallia matherana ingår i släktet Pericallia och familjen björnspinnare. Inga underarter finns listade i Catalogue of Life.